# 四渎增三
四渎增三（麒麟座12），又名BD+04 1304，HD 46241、SAO 114023、HR 2382，是麒麟座的一颗恒星，视星等为5.84，位于銀經206.43，銀緯-2.02，其B1900.0坐标为赤經6h 27m 0.7s，赤緯+4° -2.02′ 40″。